# Trail (Oregón)
Trail es un lugar designado por el censo ubicado en el condado de Jackson en el estado estadounidense de Oregón. En el año 2010 tenía una población de 702 habitantes.

## Geografía
Trail se encuentra ubicado en las coordenadas 42°38′52″N 122°48′30″O / 42.64778, -122.80833.